# 朱福壽
朱福壽（1962年10月—），出生於安徽省桐城市，曾任湖北省第十一届人大代表。

## 生平
1984年7月毕业于安徽工学院动力机械系农业机械专业，获工学学士、7月加入中国共产党。加入東風汽車公司若干管理層之久，先後擔任東風汽車車輪有限公司董事長、總經理，東風汽車股份有限公司副總經理兼輕型車廠廠長、黨委書記，2001年6月，获中南财经大学工商管理硕士学位。7月任東風汽車公司黨委常委，先後兼任東風汽車股份有限公司總經理、東風汽車有限公司副總裁、東風汽車集團股份有限公司總裁。2015年11月2日因涉嫌严重违纪被组织调查。2016年1月29日，中纪委通报朱福寿受到开除党籍和行政撤职处分，由东风汽车公司按部门副职以下（不含部门副职）非领导职务安排工作。